# Avignon (quận)
Quận Avignon là một quận của Pháp, nằm ở tỉnh Vaucluse, ở Provence-Alpes-Côte d'Azur. Quận này có 10 tổng và 37 xã.

## Các đơn vị hành chính

### Các tổng
Các tổng của quận Avignon là: 
1. Avignon-Est
2. Avignon-Nord
3. Avignon-Ouest
4. Avignon-Sud
5. Bédarrides
6. Bollène
7. L'Isle-sur-la-Sorgue
8. Orange-Est
9. Orange-Ouest
10. Valréas

### Các xã
Các xã của quận Avignon, và mã INSEE là: 
| 1. Avignon (84007)                   | 2. Bollène (84019)               | 3. Bédarrides (84016)                  |
| 4. Cabrières-d'Avignon (84025)       | 5. Caderousse (84027)            | 6. Camaret-sur-Aigues (84029)          |
| 7. Châteauneuf-de-Gadagne (84036)    | 8. Châteauneuf-du-Pape (84037)   | 9. Courthézon (84039)                  |
| 10. Fontaine-de-Vaucluse (84139)     | 11. Grillon (84053)              | 12. Jonquerettes (84055)               |
| 13. Jonquières (84056)               | 14. L'Isle-sur-la-Sorgue (84054) | 15. Lagarde-Paréol (84061)             |
| 16. Lagnes (84062)                   | 17. Lamotte-du-Rhône (84063)     | 18. Lapalud (84064)                    |
| 19. Le Pontet (84092)                | 20. Le Thor (84132)              | 21. Mondragon (84078)                  |
| 22. Morières-lès-Avignon (84081)     | 23. Mornas (84083)               | 24. Orange (84087)                     |
| 25. Piolenc (84091)                  | 26. Richerenches (84097)         | 27. Saint-Saturnin-lès-Avignon (84119) |
| 28. Sainte-Cécile-les-Vignes (84106) | 29. Saumane-de-Vaucluse (84124)  | 30. Sorgues (84129)                    |
| 31. Sérignan-du-Comtat (84127)       | 32. Travaillan (84134)           | 33. Uchaux (84135)                     |
| 34. Valréas (84138)                  | 35. Vedène (84141)               | 36. Violès (84149)                     |
| 37. Visan (84150)                    |                                  |                                        |